# Американско списание за археология
Американското списание за археология (на английски: American Journal of Archaeology, AJA), е академично списание на Археологическия институт на Америка, което се публикува от 1897 г. То е наследник на Американското списание за археологията и историята на изящните изкуства, основано от института през 1885 г. Изданието е съосновано през 1885 г. от професорите от университета в Принстън – Артър Фротингам и Алън Маркванд. Фротингам е първият редактор, който работи по изданието до 1896 г.
Списанието съдържа предимно статии за изкуството и археологията на Европа и средиземноморския свят, включително Близкия Изток и Египет, от епохата на праисторията до късната античност. Освен това публикува рецензии на книги, прегледи на музейни изложби и некрологии. Публикува се през януари, април, юли и октомври всяка година в печатни и електронни издания.